# Акароа

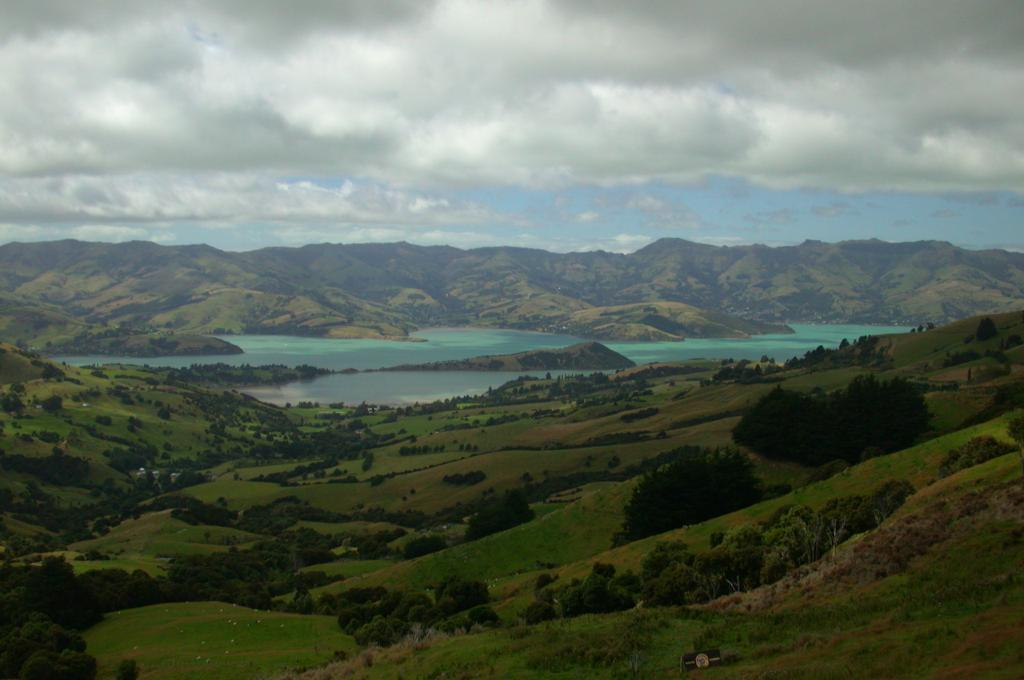
Краєвид бухти Акароа. Довгий півострів у центрі —, розташований в кратері вулкана.

Акароа (маор. Akaroa) — село на півострові Бенкс в регіоні Кентербері на Південному острові Нової Зеландії, що лежить в однойменній гавані. У перекладі з мови племені Нгаї Таху народу маорі, Акароа означає «Довга гавань».

## Огляд
Акароа лежить за 84 км від Крайстчерча і є кінцевим населеним пунктом на державному шосе 75. За даними перепису населення 2006 року, постійне населення Акароа становило 567 осіб, що на 7 осіб менше, ніж 2001 року. У селі велика частка (29,6 %) людей віком понад 65 років.
Село розташоване в красивій, захищеній гавані з краєвидом скелястих вулканічних пагорбів. Є популярним сільським курортом. Влітку кількість населення разом з відпочивальниками може сягати 15 000 осіб, що робить важливим питання річного забезпечення питною водою, природні запаси якої повністю залежать від опадів у горах.
У гавані Акароа можна побачити багато дельфінів Гектора, а екскурсійні тури «плавання з дельфінами» на прогулянкових катерах є головною розвагою для туристів.

## Історія
У 1830 році поселення маорі Такапунеке (маор. Takapuneke), розташоване на схід від нинішнього села Акароа, стало ареною горезвісного інциденту. Капітан британського брига Елізабет, Джон Стюарт (англ. John Stewart), допоміг вождю клану Нгаті Тоа (з Північного острова) на ім'я Те Раупараха захопити в полон вождя місцевого клану Нгаї Таху, Те Маіхарануі (маор. Te Maiharanui), його дружину Ті Уе (маор. Te Whe) і його маленьку дочку, Рої Мата (маор. Roi Mata). Поселення Такапунеке було спалено. Заклопотаність стосовно втручання Джона Стюарта в конфлікт, а також свавілля і беззаконня серед перших європейських поселенців у Новій Зеландії, привели в 1832 році до призначення в Новій Зеландії офіційного Британського Резидента, Джеймса Басбі. Це був перший крок британської колонізації на шляху до Договору Вайтангі.
1832 року Те Раупараха після успішної тримісячної облоги Каїапої захопив укріплене поселення (маор. pa) на півострові Онава в центрі гавані Акароа.

## Французьке поселення
2 серпня 1838 року в Літл-Порт Купер (англ. Little Port Cooper) Жан Ланглуа (фр. Jean Langlois), капітан французького китобійного судна з Гавра, вів переговори з деякими вождями маорі про придбання частки (30000 акрів) півострова Бенкс (Banks Peninsula). У заставу було залишено товарів на 6 фунтів стерлінгів із зобов'язанням виплатити ще 234 фунти стерлінгів пізніше. Наступного року, коли Ланглуа повернувся до Франції, він почав роботу на ринку власності. Після складних переговорів з групою торговців у Нанті і Бордо він досягнув домовленість, що на півострові має бути французьке поселення. На 11 грудня 1839 король Луї-Філіп затвердив угоду, за якою уряд зобов'язався забезпечити транспорт для 80 колоністів, що прямували для заснування французького поселення в Акароа під назвою Порт Луї-Філіп (фр. Port Louis-Philippe).
9 березня 1840 року 63 переселенці покинули Рошфор на старому військовому кораблі «Comté de Paris», наданому урядом. 11 липня 1840 «Comté de Paris» під командуванням командора Чарльза Франсуа Лаво і з судном супроводу, «Aube», прибув до затоки Бей-оф-Айлендс на Північному острові. Переселенці з подивом виявили, що вся територія Південного Острова перебуває під юрисдикцією Великої Британії. Хоча 18 серпня 1840 французькі колоністи й заснували поселення, питання про землю залишалося спірним ще багато років.
Французький вплив у Акароа знайшов відбиття в місцевих топонімах.
До 1840 року територія нинішнього села Акароа мала назву Вангалоа (маор. Wangaloa), а засноване французьке поселення отримало назву Порт Луї-Філіп, на честь французького короля.

## Британське поселення
Нова Зеландія не визнавала себе британською колонією. 15 червня 1839 в Лондоні вийшов патент на розширення території Нового Південного Уельсу, у якому Нова Зеландія була позначена як частина Британського Королівства.
Після того як Британія дізналась про намір французької колонізації Акароа і наступне будівництво там китобійного порту, туди було відправлено англійський корабель «Britomart» для того, щоб проголосити суверенітет Корони. «Britomart» прибув до Акароа 16 серпня 1840 (попри те, що в судновому журналі записано 11 серпня 1840). Капітан корабля, Оуен Стенлі, підняв британський прапор і провів збори в усіх зайнятих населених пунктах.
Джеймс Робінсон Клаф (англ. James Robinson Clough), також відомий як Джиммі Робінсон, прибув до Акароа за кілька років до цього. Він був перекладачем на церемонії підняття прапора в 1840 році і був першим пакеха, який піднявся вгору по річці Ейвон у 1843 році. Його нащадки досі проживають на півострові.
Наступні емігранти селилися в Акароа і біля нього, у містечку, що отримало назву Німецька Затока (англ. German Bay) (Takamatua). Воно отримало таку назву через те, що там жили німецькі фермери, які створили молочні, вівчарські та рослинницькі господарства. Переважна більшість предметів культури та побуту того часу зберігається в краєзнавчому музеї Акароа й ілюструє уклад ранньої сільськогосподарської громади і спосіб життя того часу.

## Галерея
|  |  |  |